# Braunsapis facialis
Braunsapis facialis là một loài Hymenoptera trong họ Apidae. Loài này được Gerstäcker mô tả khoa học năm 1857.
Loài này phân bố ở Zimbabwe.